# Espinilla (pierna)
La espinilla es la parte anterior de la canilla de la pierna, opuesta a la pantorrilla.

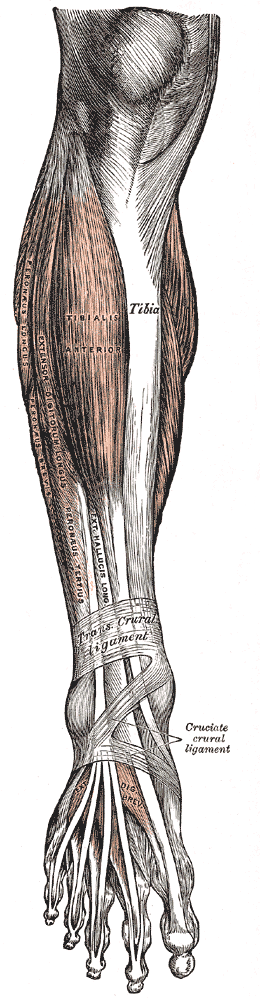
Anatomía de la espinilla.